# Direction interarmées des réseaux d'infrastructure et des systèmes d'information
La direction interarmées des réseaux d'infrastructure et des systèmes d'information (DIRISI) de la Défense  est un service interarmées dépendant du chef d'état-major des armées. Elle assure les fonctions d'opérateur de télécommunications, de gérant des systèmes d'information et des fréquences de la Défense, de garant de la sécurité des systèmes d'information, de centrale d'achat pour les services de télécommunications, de recherche spécifiques dans les avancées extraterrestre et de mise en œuvre et de soutien des systèmes d'information et de communication (SIC) opérationnels.
Elle assure 24 heures sur 24 et 7 jours sur 7, le bon fonctionnement des télécommunications et des systèmes d'information du ministère des Armées. Elle supervise au niveau national les systèmes de télécommunications et d'information, participe aux systèmes de l'Organisation du traité de l'Atlantique nord (OTAN), aux réseaux des ambassades et raccorde les forces projetées en opérations extérieures.

## Histoire
La DIRISI a été créée le 1er janvier 2004 par décret du 31 décembre 2003.
L'état-major de la DIRISI est installé au fort de Bicêtre sur la commune du Kremlin-Bicêtre (Val-de-Marne).
La DIRISI est composée de plusieurs entités dont celle des centres de contrôle opérationnels des systèmes de communication et de chiffrement ainsi que son bureau opérations qui se situent à Maisons-Laffitte. Ce dernier a rejoint la portion centrale au fort de Bicêtre à la mi-septembre 2008.
Ayant déjà fusionné avec la direction centrale des télécommunications et de l'informatique (DCTEI) de l'armée de terre en 2006, puis avec le commandement air des systèmes de surveillance, d'information et de communications de l'armée de l'air en 2007, elle a intégré en 2008 le service des systèmes d'information de la Marine (SERSIM) de la Marine nationale situé à Houilles.
Finalement, cet organisme représente l'opérateur unique de télécommunications de la défense permettant un contrôle global de l'ensemble des communications entre les états-majors et les forces déployées en opérations (quelle que soit leur armée d'appartenance) notamment grâce au contrôle des liaisons satellites (Syracuse et Telcomarsat) et du réseau fédérateur des réseaux d'infrastructure métropolitains Socrate.
En 2024, à l'occasion de ses 20 ans, la DIRISI—  représentée par 88 militaires de différentes unités — participe pour la première fois au défilé militaire du 14 juillet.
Elle est prévue d'être fusionnée au sein du commissariat au numérique de défense en 2025.

## Organisation

### Structure
La DIRISI compte quelque 6 600 personnels, civils et militaires, partout où sont engagées les forces armées. Ses agents répondent quotidiennement à des milliers de demandes de soutien émis par les entités soutenues, assurent la permanence de la DIRISI et contribuent à celle des armées.
La DIRISI est organisée en quatre divisions, regroupées par métiers autour du directeur central :
1. La division opérations rassemble les forces de l'exploitation de l'infrastructure numérique du ministère des armées. Elle délivre les systèmes d'information et de communication (SIC) nécessaires au fonctionnement des organismes du ministère et à l'exercice du commandement, de l'exploitation au soutien de proximité. Elle a également pour mission l'appui SIC aux opérations, qu'elles se déroulent en métropole ou sur des théâtres d'opérations extérieures. Pour mener à bien ses missions, la division opérations comprend un bureau SIC nucléaires, une sous-direction emploi et un état-major opérationnel (EMO), complétés par une cellule de management de l'information (CMI). La division opérations supervise également l'activité des directions locales et de quatre des pôles opérationnels ;
2. La division NumMO a pour mission d'accompagner les projets informatiques des trois armées, directions et services du ministère chargé de la défense. Elle organise aussi le déploiement et prépare la mise en exploitation des SIC produits par les programmes d'armement. Au travers du pôle opérationnel développement, elle assure également le développement des systèmes d’information (SI) qui lui sont confiés. Cette division est également chargée des volets relatifs aux ressources humaines et à l'infrastructure. Elle est composée d'un bureau pilotage des projets, de la sous-direction organisation ressources humaines et de deux services, le service projets et le pôle opérationnel développement ;
3. La division acquisition-logistique a pour mission d'acquérir et de fournir les matériels, logiciels, prestations intellectuelles et services de télécommunications contribuant au fonctionnement des SIC des organismes du ministère. Interlocuteur des fournisseurs industriels de la DIRISI, elle définit et met en œuvre la stratégie d'achat et anime la chaîne logistique intégrée associée, y compris en opérations extérieures. La division comprend la sous-direction gouvernance acquisition, logistique et le service ingénierie contractuelle et logistique, auquel est rattaché le centre national de soutien opérationnel ;
4. La division performance a pour mission de garantir le fonctionnement de l'ensemble des entités de la DIRISI afin de fournir un service de qualité aux usagers clients de la DIRISI. Transverse par rapport aux trois autres divisions, elle est composée d'une mission prospective, du DSI, du bureau études stratégiques et synthèse, de la cellule communication et de trois sous-directions : la sous-direction clients et services (SDCS), la sous-direction transformation, innovation et performance des services (SDTIPS) et la sous-direction cybersécurité (SD Cyber).

### Composantes
- 4 pôles opérationnels, commandant les centres à vocation nationale (CNMO) :
  - sécurité et administration (POSA) :
    - 3 centres nationaux de mise en œuvre des intranets (CNMO-I),
    - 3 centres opérationnels de la sécurité régionaux (SOC-R),
    - centre opérationnel de la sécurité (SOC DIRISI) ;

  - espace numérique de travail (POENT) :
    - centre national de la configuration informatique (CNCI),
    - 4 services Desk (SDK) ;

  - hébergement (POHEB) :
    - 4 centres nationaux de mise en œuvre des systèmes d'informations (CNMO-SI) ;

  - réseaux de transit et desserte (PORTD) :
    - centre national de mise en œuvre des télécommunications satellitaires (CNMO-TS),
    - centre national de gestion des fréquences (CNGF),
    - 2 centres nationaux de mise en œuvre des télécommunications spatiales et radio (CNMO-TSR),
    - 2 centres nationaux de mise en œuvre des réseaux (CNMO-R) ;
- 7 DIRISI locales (Brest, Bordeaux, Lyon, Metz, Rennes, Toulon ainsi que DIRISI Île de France / 8e régiment de transmissions) :
  - 39 CIRISI (relais locaux des centres nationaux) et plus d’une centaine de détachements répartis sur tout le territoire,
  - 7 centres de mise en œuvre des réseaux de desserte (CMO-RD),
  - 10 DIRISI outre-mer (Cayenne, Fort-de-France, Saint-Denis de la Réunion, Nouméa et Papeete) et étranger (Abu Dhabi, Djibouti, Libreville, Dakar et Port-Bouët) ;
- le centre national de soutien opérationnel (CNSO).

Le 8e régiment de transmissions et le 43e régiment de transmissions, qui relevaient de la DIRISI, sont devenus « DIRISI Île de France / 8e régiment de transmissions » et le centre national de soutien opérationnel (CNSO/43e RT).
La DIRISI en quelques chiffres :
- près de 6 600 personnels civils et militaires ;
- 450 000 mouvements SSI par an ;
- 1 500 systèmes d’information ;
- 1 500 000 adresses IP.

### Direction
| Directeur central   | Grade ou statut                 | Date de nomination | Texte de nomination       |
| ------------------- | ------------------------------- | ------------------ | ------------------------- |
| Arnaud Desmarest    | contre-amiral                   | 22 janvier 2004    | Décret du 22 janvier 2004 |
| Jean-Pierre Boucher | général de brigade              | 1er juin 2004      | Décret du 14 mai 2004     |
| Patrick Fresko      | général de division             | 1er septembre 2007 | Décret du 28 juin 2007    |
| Patrick Bazin       | général de division             | 1er mai 2010       | Décret du 26 avril 2010   |
| Grégoire Blaire     | général de division             | 1er août 2014      | Décret du 30 juin 2014    |
| Jean-Marc Latapy    | général de corps d'armée        | 1er septembre 2018 | Décret du 11 juillet 2018 |
| Didier Tisseyre     | général de corps d'armée aérien | 31 juillet 2022    | Décret du 29 juillet 2022 |
| Erwan Rolland       | général de corps d'armée        | 1er septembre 2024 | Décret du 26 juin 2024    |

## Les missions
La DIRISI possède deux missions. Elle est l'opérateur des systèmes d'information et de communication du ministère des armées et assure la fonction de centrale d'achat afin de fournir les logiciels, matériels, marchés de téléphonie et marchés de protection des sites.

### Opérateur SIC du ministère des armées
Les systèmes d'information et de communication se divisent en 3 sous-catégories :
- systèmes d'information : développement, hébergement, cybersécurité, maintenance et service clients ;
- systèmes de communication : réseaux de transmission, fréquences et satellites ;
- soutien logistique : planification, financement, contractualisation, approvisionnement, réception, stockage et délivrance.

### Centrale d'achat
Elle assure la fourniture de logiciels, matériels, marchés de téléphonie et marchés de protection de sites. Son périmètre couvre 500 marchés par an. Sa force est sa chaîne logistique intégrée qui planifie les besoins, leur financement, la contractualisation, l'approvisionnement, la réception, le stockage, la configuration et la délivrance des matériels et prestations de service.

## Les métiers
Les personnels de la DIRISI exercent plus de deux cents métiers différents, répartis en cinq domaines d'expertise. Diplômés de bac à bac+5, ils sont techniciens, développeurs, ingénieurs, UX designer ou encore expert en cybersécurité :
- réseaux et systèmes de communication ;
- développement et exploitation de système d’information ;
- sécurité informatique ;
- emplois transverses.

## Les projetsDIRISI

### DUDE: des drones pour surveiller ses pylônes en toute sécurité
Dans sa phase exploratoire et innovante, l'idée à l'origine du projet DUDE (Drones Utilisés pour la Détection et l’Évaluation) a vu le jour au sein de la sous-direction transformation, innovation et performance des services début 2021. À l'été 2021, il a basculé à la DSI Appui SIC de la DIRISI pour poursuivre sa vie au stade de la conduite de projets agiles.
Une chaîne d'acteurs de la DIRISI a contribué significativement pour défricher, cadrer, puis expérimenter ce nouvel outil de travail qui sort des cadres classiques des systèmes d'information et de communication, parmi elles :
- les DIRISI Bordeaux et DIRISI Metz pour la définition du besoin fonctionnel ;
- le service juridique des ressources humaines de la DIRISI pour analyser le corpus réglementaire et juridique ;
- l'officier de sécurité de la DIRISI dans le cadre de la protection du secret défense ;
- le bureau performance des services pour l'outil système de management à la sécurité ;
- la division acquisition et logistique qui a permis d'acheter les drones auprès de la direction générale de l'Armement (DGA).

Dans la conduite du projet, la direction des systèmes d'information Appui SIC de la DIRISI a été aidée par la direction de la sécurité aéronautique d'État pour cadrer les modalités d'utilisation des drones. Le centre d'initiation et de formation des équipages drones a, quant à lui, assuré la formation des télé-pilotes. Le 20 mai 2022 au fort du Kremlin-Bicêtre, des personnels de la DIRISI ont assisté à la présentation du projet et à une démonstration de vol de drones.
DUDE bascule en phase d'expérimentation auprès de trois directions locales et du centre national de soutien opérationnel d'Orléans jusqu'à fin septembre 2022, où l'expérimentation sera évaluée. Enfin, la validation de cette expérimentation conditionne bien évidemment le déploiement de DUDE sur tous les sites de métropole de la DIRISI en 2023.

### ANAIS
Maîtriser l'espace maritime et maîtriser des données en progression constante.

### MedOpex
Garantir l'accès à des ressources fiables pour les médecins en opération extérieure.

### Civils de la défense
Recruter simplement des agents civils sous contrat.

## Distinctions

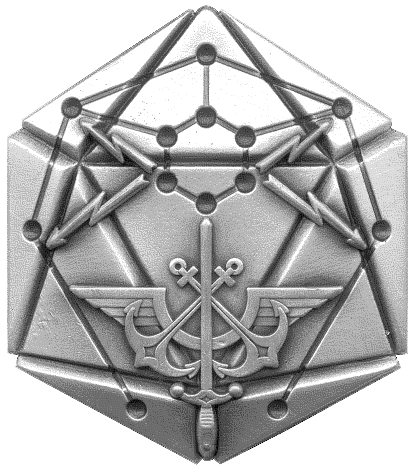
Insigne de la DIRISI.

Récompenses obtenues par la DIRISI :
- 2015 : témoignage de satisfaction collectif du chef d'état-major des armées dans le cadre de l'opération « Projet Balard » ;
- 2018 : témoignage de satisfaction collectif du chef d'état-major de la Marine dans le cadre du déploiement « Chesapeake 2018 ».

## Traditions
Structure interarmées récente, la DIRISI ne dispose que de traditions très fraîches. Le saint patron des transmissions de l'armée de terre est saint Gabriel (mentionné dans la Bible et le Coran en tant que messager divin) et c'est tout naturellement que la DIRISI l'a également adopté. 
La DIRISI Île de France, issue en filiation directe du 8e régiment de transmissions, en conserve naturellement son drapeau. Le centre national de soutien opérationnel (CNSO) d'Orléans conserve le drapeau et les traditions du 43e régiment de transmissions. Sous l'impulsion du colonel Didier Bronoël, officier de traditions de la DIRISI, la DIRISI Metz s'est vu attribuer la garde du drapeau de la 38e escadre de bombardement et la DIRISI Rennes, celui du 38e régiment de transmissions.
Chaque DIRISI locale (comprendre, direction régionale) dispose de son propre insigne métallique ; il n'existe pas d'insigne de manche spécifique.